# Kirche Neuenkirchen (bei Anklam)

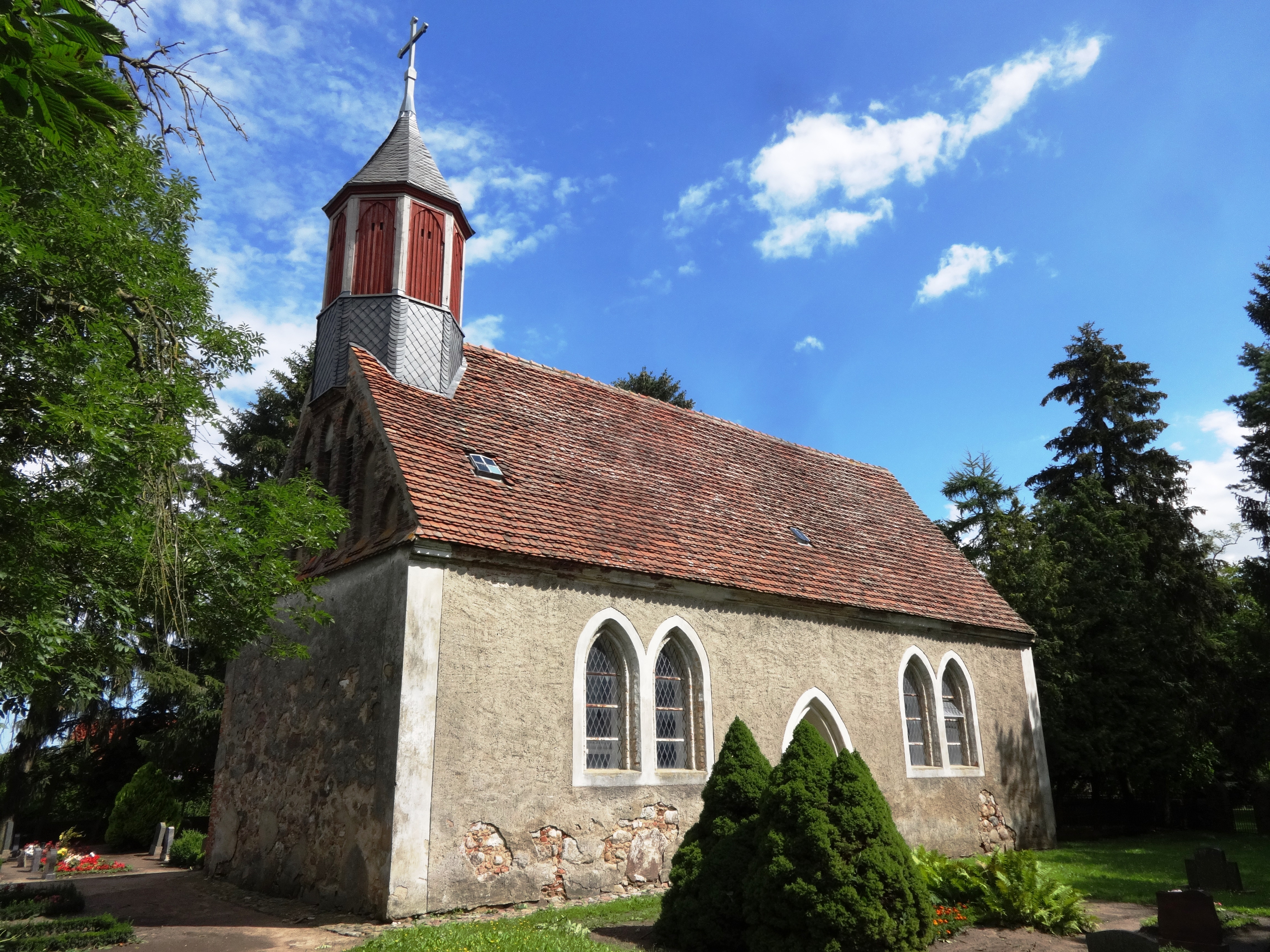
Kirche Neuenkirchen

Die evangelische Kirche Neuenkirchen ist eine Feldsteinkirche aus dem 13. Jahrhundert in Neuenkirchen (bei Anklam) im Landkreis Vorpommern-Greifswald. Sie gehört zur Kirchengemeinde Spantekow in der Propstei Pasewalk im Pommerschen Evangelischen Kirchenkreis der Evangelisch-Lutherischen Kirche in Norddeutschland.

## Lage
Die Dorfstraße führt von Nordwesten kommend in Richtung Südosten durch den Ort. Im historischen Zentrum steht die Kirche auf einer Fläche, die mit einer Mauer aus unbehauenen und nur wenig lagig geschichteten Feldsteinen eingefriedet ist.

## Geschichte
Über das genaue Baudatum der Kirche existieren unterschiedliche Angaben: Im Jahr 1300 verzichteten Rolf (Rudolf) und Johannes von Neuenkirchen zugunsten des Klosters Stolpe auf das Kirchenpatronat. Somit muss im Ort bereits ein Bauwerk bestanden haben. Anderseits soll die Kirche laut Dehio-Handbuch erst in der zweiten Hälfte des 13. Jahrhunderts errichtet worden sein; möglicherweise also auf einem Vorgängerbau. Im Mittelalter Pfarrkirche, wurde sie nach Einführung der Reformation in Pommern 1582 zur Tochterkirche von Alt Teterin. 1770 wurde die möglicherweise während des Siebenjährigen Krieges beschädigte oder zerstörte Kirche vom Dorfschmied auf eigene Kosten wiederaufgebaut, weshalb diesem ein Eigentumsrecht am Gebäude zugestanden wurde. 1858 erfolgte eine Restaurierung, bei der die Kirche den Dachreiter und veränderte Fensteröffnungen erhielt.

## Baubeschreibung

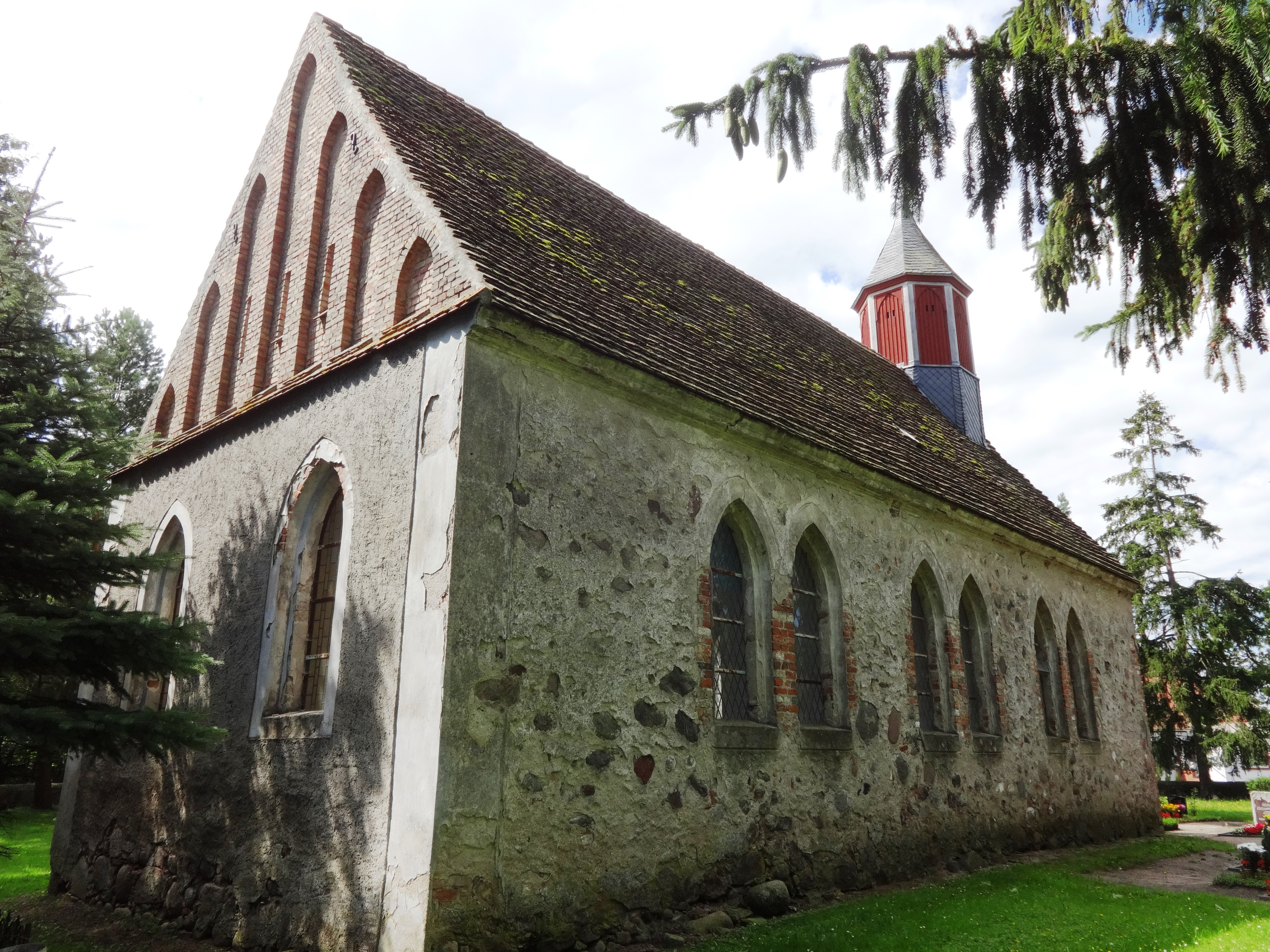
Ansicht von Nordosten

Das Bauwerk wurde weitgehend aus unbehauenen Feldsteinen errichtet, die nicht lagig geschichtet wurden. Darüber trugen Handwerker einen Putz auf, der im 21. Jahrhundert nicht mehr flächig vorhanden ist und so teilweise den Blick auf die Mauerstruktur freigibt. Der Chor ist gerade und nicht eingezogen. An der Ostseite sind zwei große, spitzbogenförmige Fenster, deren Faschen mit einem hellen, leicht tiefergezogenen Putz betont werden. Die Ecken des Chors werden durch verputzte Lisenen hervorgehoben. Der Giebel aus Backstein ist durch sieben gestaffelte Blenden gegliedert.
Das Kirchenschiff hat einen rechteckigen Grundriss und wurde weitgehend symmetrisch aufgebaut. Die  Nordseite enthält drei paarweise gekuppelte, spitzbogenförmige Fenster. Sie nehmen die Form der Chorfenster auf. An der Südseite sind zwei dieser Fensterpaare und ein mittig angeordnetes Portal, durch das das Bauwerk betreten werden kann. Die Gewände am Portal und den Fenstern sind durch Fasen und Rundstäbe profiliert.
Die Westwand ist gerade und besitzt keine Öffnungen. An den Ecken sind Ausbesserungsarbeiten aus rötlichem Mauerstein erkennbar. Der Westgiebel ist ebenfalls mit Blenden gestaffelt, in die zwei rechteckige Klangarkaden und eine mittig angeordnete, hölzerne Tür eingelassen ist. Darüber befindet sich ein achteckiger Dachreiter mit einem stumpfen Zeltdach, das mit einem Kreuz abschließt.

## Ausstattung
Die Kirchenausstattung ist neugotisch. Vor dem Altar befindet sich eine Doppelgrabplatte für Johannes Lughe und seine Frau, die auf die Zeit nach 1383 datiert wird. Die Verstorbenen sind als Ritzzeichnung, der Mann mit langen Locken, die Frau mit Kappe und Haube, unter gotischen Baldachinen dargestellt. Zwischen den Füßen der beiden ist ein liegender Schild mit einer Hausmarke in Form eines zweiarmigen Ankers abgebildet. Darüber wird an der östlichen Chorwand ein Vers aus dem Evangelium des Johannes zitiert: „Ich bin der Weg und die Wahrheit und das / Leben. Niemand kommt zum Vater / außer durch mich“ (Joh 14,6 ).